# Das Bierbeben
Das Bierbeben ist eine 2001 gegründete Berliner bzw. Hamburger Elektropunk-Band. Sie ist ein musikalisches Projekt der Künstelrgruppe [sic!] im Namen des Volkes (K.i.N.d.V.).

## Geschichte
Zu den Gründungsmitgliedern der Band gehörten Julia Wilton, Jessica Drosten, Rasmus Engler, Jan Müller und Thies Mynther.
Es handelte sich für die meisten Mitglieder um ein Nebenprojekt, da sie bereits in anderen Bands mitwirkten: Rasmus Engler bei Gary und Herrenmagazin, Jan Müller bei Tocotronic, Thies Mynther bei Superpunk und Julia Wilton bei den Pop Tarts.
In der Anfangszeit blieben die Bandmitglieder anonym und legten sich zu dem Bandnamen passende Pseudonyme zu (wie Alfred Bierlek, Wolf Dosenbiermann, Brian Vino).
Die erste Veröffentlichung war die 2001 erschienene EP Die Birne ist reif, auf der sich – mit einer Ausnahme – Coverversionen alter Punksongs befinden.
Im Mai 2004 erschien das erste Studioalbum No Future No Past, die Veröffentlichung des zweiten Albums Alles fällt folgte im Mai 2006, jeweils über das Label Shitkatapult.
Jessica Drosten und Thies Mynther verließen das Projekt im Jahr 2008, Saskia Lavaux (Schrottgrenze, Station 17) ist seit 2008 neues Bandmitglied.
Das dritte – unbetitelte – Album erschien im April 2009 ebenfalls auf Shitkatapult.

## Stil
Auf der Debüt-7" Die Birne ist reif spielte die Band Coverversionen bekannter Underground-Deutschpunkgruppen (Junge Front, Schleim-Keim, OHL) im entsprechenden Stil nach, während darüber z. T. verfremdete Gesangsspuren gelegt wurden. Diese Veröffentlichung war bereits zu Zeiten ihres Erscheinens schwer erhältlich, da man sie offiziell nur kaufen konnte, wenn man drei Deutschpunk-spezifische Fragen beim Verlag beantwortete.
Inzwischen lässt sich der Stil der Musikgruppe als Elektropunk klassifizieren. Die Texte sind deutlich politisch. Deutlich ist auch die wiederholte Verwendung eines durchgestrichenen Bundesadlers auf verschiedenen Covern und der Bandwebsite. Als künstlerischen Einfluss gibt die Band unter anderem die Punkgruppen Beton Combo, Cotzbrocken, EA80 und Xmal Deutschland sowie Franz-Josef Degenhardt und den Elektromusiker Asmus Tietchens an.

## Diskografie
- 2001: Die Birne ist reif (7", Rock-O-Tronic)
- 2002: Wir sind (12", Shitkatapult)
- 2003: Mach deinen Fernseher kaputt (12", Shitkatapult)
- 2004: Reproduktion / Staub (12", Shitkatapult)
- 2004: No Future No Past (Do-LP / CD, Shitkatapult)
- 2006: Im Kreis – Remixes (12", Shitkatapult)
- 2006: Alles fällt (Do-LP / CD, Shitkatapult)
- 2006: Alles fällt – Remixes (12", Shitkatapult)
- 2009: Remixes (12", Shitkatapult)
- 2009: Das Bierbeben / Behind The Green Door (Maxi-CD, Shitkatapult)
- 2009: Das Bierbeben (LP / CD, Shitkatapult)
- 2012: Der letzte Pinselstrich (7", Shitkatapult)
- 2016: Schwarze Spinne (10", Shitkatapult)

## Remixe
- 2005: Tocotronic – Aber hier leben, nein danke (Das Bierbeben Remix) / Gegen den Strich (Maxi-CD / 12", L’age D’or)
- 2005: Tolerantes Brandenburg – Kaviar (Das Bierbeben Remix) (7", Metroheadmusic)